# Archidiecezja Newark

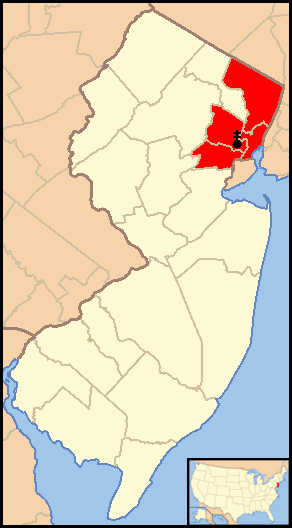
Mapa Archidiecezji Newark

Archidiecezja Newark (łac. Archidioecesis Novarcensis, ang. Archdiocese of Newark) – rzymskokatolicka archidiecezja metropolitalna ze stolicą w Newark, w stanie New Jersey, Stany Zjednoczone.
Bazylika Najświętszego Serca Pana Jezusa w Newark jest katedrą diecezjalną w archidiecezji Newark.
Archidiecezja znajduje się w regionie III (NJ, PA) i obejmuje terytorialnie hrabstwa Bergen, Essex, Hudson i Union w stanie New Jersey.

## Historia
Diecezja Newark powstała w 1853 decyzją papieża Piusa IX, a następnie, w 1937, papież Pius XI podniósł ją do rangi archidiecezji.

## Sufraganie
Arcybiskup Newark jest również metropolitą Newark.
1. Diecezja Camden
2. Diecezja Metuchen
3. Diecezja Paterson
4. Diecezja Trenton

## Ordynariusze
- James Roosevelt Bayley (1853–1872)
- Michael Corrigan (1873–1880)
- Winand Wigger (1881–1901)
- John Joseph O'Connor (1901–1927)
- Thomas J. Walsh (1928–1952)
- Thomas Aloysius Boland (1953–1974)
- Peter Leo Gerety (1974–1986)
- Theodore McCarrick (1986–2000)
- John Myers (2001–2016)
- Joseph Tobin (od 2016)

### Biskupi pomocniczy
- Paul Bootkoski (1997–2002)
- James T. McHugh (1987 – 1989)
- Michael Saltarelli (1990–1995)
- Arthur Serratelli (2000–2004)
- John Mortimer Smith (1988–1991)

## Szkoły

### Uniwersytety
- Seton Hall University
- Caldwell College
- Felician University
- Saint Peter's College

## Parafie
Parafie archidiecezji Newark opisane na Wikipedii:
- Parafia Matki Bożej Szkaplerznej w Bayonne
- Parafia św. Jadwigi w Elizabeth
- Parafia św. Wojciecha w Elizabeth
- Parafia św. Stanisława Kostki w Garfield
- Parafia św. Józefa w Hackensack
- Parafia Matki Boskiej Częstochowskiej w Harrison
- Parafia Najświętszego Serca Pana Jezusa w Irvington
- Parafia św. Anny w Jersey City
- Parafia św. Antoniego z Padwy w Jersey City
- Parafia św. Teresy od Dzieciątka Jezus w Linden
- Parafia św. Michała Archanioła w Lyndhurst
- Parafia Niepokalanego Serca Najświętszej Maryi Panny w Mahwah
- Parafia św. Kazimierza w Newark
- Parafia św. Stanisława Biskupa i Męczennika w Newark
- Parafia św. Bernarda Clairvaux i św. Stanisława Kostki w Plainfield
- Parafia Najświętszego Serca Pana Jezusa w Wallington